# Майнверк
Майнверк (нем. Meinwerk; около 975, вероятно, Ренкюм в Нидерландах — 5 июня 1036, Падерборн) — епископ Падерборна (1009—1036).

## Биография
Майнверк происходил из относящейся к знатному саксонскому роду Иммедингеров. Его отцом был граф Иммад (иначе Иммед IV), матерью — Адела фон Хамаланд, одна из двух наследниц графа Вихманна фон Гамаланда. Старший брат Майнверка, граф Дитрих, был убит якобы при подстрекательстве матери. Его сестра Ацела была канониссой в Элтене, другая — возможно, сводная сестра — святая Эмма (ум. 3 декабря 1038), жена графа Лиутгера, сына Германа Биллунга.
Майнверк как младший сын в семье был подготовлен для духовной карьеры. Он учился в монастырских школах в Хальберштадте и Хильдесхайме, в последней его школьным товарищем стал будущий император Генрих II. Майнверк был возведён в сан и получил должность каноника Хальберштадтского собора. В 1001 году — капеллан при дворе императора Оттона III. Преемник Оттона, Генрих II, сохранил за Майнверком эту должность, а после смерти епископа Ретара в марте 1009 года назначил своего друга епископом Падерборна. Майнверк был посвящён в епископы 13 марта 1009 года в королевской резиденции в Госларе архиепископом Майнца Виллигисом.
Назначение Майнверка было несомненной удачей для сравнительно бедного епископства. Майнверк сыграл решающую роль в его жизни не только как друг императора Генриха, пользовавшийся его расположением, но и как представитель богатой семьи, вложивший большую часть своего достояния в епископство.
По инициативе Майнверка были проведены ремонтные работы в Падерборнском соборе, основан в 1015 году бенедиктинский монастырь Абдингхоф, монастырь Бусдорф, проведена реформа церковных учреждений прихода.
Майнверк всегда оставался верным императорской политике. Он регулярно принимал участие в имперских собраниях, хофтагах и епископских синодах и три раза в составе королевской свиты побывал в Риме, где стал свидетелем коронаций Генриха II (1014) и Конрада II (1027) на императорский престол Священной Римской империи. По императорскому решению в 1011 и 1020 годах Майнверк получил часть земель скончавшихся графов Хаольда II и Додико. Известно, что Генрих II за время своего правления посетил Падерборн не менее двадцати семи раз, Конрад II — восемь раз, в большинстве случаев эти визиты были приурочены к праздникам.
Жизнеописание Майнверка (лат. Vita Meinwerci) в 1165 году было составлено аббатом Конрадом фон Абдингхоффом (1142—1173).